# 加藤正光
加藤 正光（かとう まさみつ、生年不詳 - 寛永17年5月3日〈1640年6月22日〉）は、江戸時代前期の武士、旗本。通称は助三郎。加藤重常の二男。兄弟に加藤重正、加藤重勝、加藤忠重。子に加藤成正がいる。
徳川秀忠に仕え、大番に入り蔵米300俵を賜る。。寛永17年(1640年）死去。高田の宝祥寺に葬られた。以後、宝祥寺が代々の葬地となる。